# Fusivoluta
Fusivoluta là một chi ốc biển, là động vật thân mềm chân bụng sống ở biển trong họ Volutidae.

## Các loài
Các loài thuộc chi Fusivoluta bao gồm:
- Fusivoluta anomala (Martens, 1902)[2]
- Fusivoluta barnardi Rehder, 1969[3]
- Fusivoluta blaizei (Barnard, 1959)[4]
- Fusivoluta clarkei Rehder, 1969[5]
- Fusivoluta decussata Barnard, 1959[6]
- Fusivoluta pyrrhostoma (Watson, 1882)[7]
- Fusivoluta sculpturata (Tomlin, 1945)[8]
- Fusivoluta wesselsi Kilburn, 1980[9]